# メルシャン
メルシャン株式会社は、東京都中野区中野四丁目に本社を置く、酒類の製造販売を行う企業である。キリンホールディングス傘下の国内最大手ワインメーカー。

## 概要
ワインブランド「メルシヤン」（のちのメルシャン）は1949年（昭和24年）に日清醸造が設立した。日清醸造は、1944年（昭和19年）に山梨県東山梨郡勝沼町(現在・甲州市勝沼町)に設立された日本連抽株式会社を前身とするワイナリーである。現在でもこの場所にメルシャンの工場がある。「メルシヤン」の名前はフランス語の「Merci（メルシー）=感謝する＋an（アン）=人」が由来で、ワインの原料を育てる自然に対する感謝の想いが込められていた。
味の素の創業者として知られる鈴木三郎助の弟・鈴木忠治が、化学調味料製造の際に発生する大豆粕を原料にアルコール・合成清酒製造を目的として1934年（昭和9年）に「昭和酒造株式会社」を設立する。川崎に工場を竣工し、合成清酒「三楽」の製造を開始する。その後は合成清酒や焼酎を製造する傍ら、飼料や抗生物質なども生産する。有するブランド「三楽」を冠し、世に製品を送り出す。1949年には「三楽酒造株式会社」と社名変更する。
三楽酒造は1961年（昭和36年）に日清醸造を買収し、同社が有していたブランド「メルシヤン」を傘下におくと、これを契機にワイン事業に参入。翌年には長野県北佐久郡御代田町（広義の軽井沢地域）でウイスキーの製造を行っていたオーシャン（大黒葡萄酒）を買収し、事業を拡大。同社のブランド「オーシャン」も傘下に置くと、サントリーを追随する形で総合洋酒メーカーに転身。1970年にはワイン「シャトー・メルシヤン」を発売し、ワインを専門分野とする一方、1980年代は酎ハイブームの到来と共に、サワー系飲料、また「ピーチツリーフィズ」などのカクテル製品を今日まで生産を続けており、この分野での知名度も高い。味の素傘下時代には、「メルシヤン」と「ヤ」も大きく表記していた。
1990年に社名を現在の「メルシャン株式会社」に変更する。
長年の間味の素の創業者である鈴木一族が筆頭株主だったこともあり、同一族の影響が強かったが、1997年の総会屋への利益供与事件に伴い、当時の味の素の社長だった江頭邦雄が「脱鈴木体制」を掲げたため、同社もそれに追随する形で体制を改善、強化すると共に、2006年11月に麒麟麦酒（現・キリンホールディングス）と資本・業務提携を発表する。2006年11月17日から31日間実施された麒麟麦酒（以下「キリンビール」）による友好的TOB（取締役会賛同の株式公開買付け）で、同社の連結子会社となった。2007年7月1日に旧・麒麟麦酒が持株会社に移行し、メルシャンはキリングループのワイン事業の中核となった。TOBは主要株主として、同根企業の味の素も参加している。
2013年1月1日のグループ再編に伴い、当社はキリンホールディングス傘下として設立された綜合飲料会社（中間持株会社）であるキリン株式会社の傘下に移行し、ワイン・焼酎・梅酒事業を担う事業会社となった。その後、2019年7月1日にキリンホールディングスがキリンを吸収合併して、キリンホールディングスの直接子会社となる。
かつては酒類、加工用酒類に加え、医薬・化学品、飼料も扱うが、現在は撤退して酒類事業に特化している（沿革欄参照）。

## 沿革
- 1934年（昭和9年） - 昭和酒造株式会社創立、本社を東京に置く。
- 1935年（昭和10年） - 川崎工場竣工、アルコール製造開始。
- 1939年（昭和14年） - 八代工場創業、焼酎製造開始。
- 1941年（昭和16年） - 昭和農産化工株式会社と社名変更。
- 1949年（昭和24年） - 三楽酒造株式会社と社名変更。
- 1961年（昭和36年）
  - 日清醸造株式会社を吸収合併、「メルシャン」ブランドを傘下に。
  - 大和醸造株式会社を吸収合併。
- 1962年（昭和37年） - オーシャン株式会社を吸収合併し「オーシャン」ブランドを傘下に収める。三楽オーシャン株式会社に社名変更。
- 1965年（昭和40年） - 東邦酒類株式会社（旧・帝国清酒）を吸収合併。
- 1985年（昭和60年） - 三楽株式会社と社名変更。
- 1990年（平成2年） 
  - 本場中国の紹興酒、紹興陳年花彫酒「古越龍山」発売。
  - 中国の深製薬廠、香港の萬聯行有限公司と3社合弁で、深圳に制ガン剤を製造・販売する会社深圳萬楽薬業有限公司を設立。
  - メルシャン株式会社と社名変更。
- 1991年（平成3年）- 百万両新泉株式会社、沖縄オーシャン株式会社を吸収合併。
- 1995年（平成7年） - メルシャン軽井沢美術館設立。
- 2006年（平成18年）11月16日 - 麒麟麦酒（現・キリンホールディングス）と業務提携。麒麟麦酒によるTOBの実施で、同年12月18日に同社の子会社になる。
- 2007年（平成19年）
  - 3月31日 - 流山工場を閉鎖。
  - 7月1日 - キリンビールの純粋持株会社制移行により、同社が社名変更したキリンホールディングスの事業子会社となる。同時にワイン販売事業を麒麟麦酒から譲受、一方で焼酎・低アルコール飲料（チューハイなど）・梅酒・洋酒・合成清酒の販売事業をキリンビールへ譲渡。
- 2008年（平成20年）7月1日 - 紹興酒の販売事業を同じキリングループの永昌源に移管。
- 2010年（平成22年）
  - 1月27日 - 業績が悪化して新卒採用の中止を決定・発表[3]。
  - 6月11日 - 水産飼料事業部で、幹部社員が関係した架空取引によりこの4年間だけでも65億円の損失が見込まれる事が判明[4]。
  - 7月1日 - 
    - 当社と協和発酵バイオ（当社と同じキリンホールディングス傘下の協和発酵キリンの子会社）の原料アルコール事業を統合し、同社との合弁で第一アルコールを設立。
    - 加工用酒類カンパニー（アルコール営業部除く）及び日光工場がキリン協和フーズ（後のMCフードスペシャリティーズ、現・三菱商事ライフサイエンス）と統合。

  - 10月20日 - 鯉関連事業を行っていた子会社の南紀串本水産の全株式を東洋冷蔵へ譲渡。
  - 12月1日 - キリンホールディングスの完全子会社となる。
  - 山梨県甲州市勝沼に新たな体験型ワイナリーをオープン。資料館内部には、『シャトー・メルシャン』と日本ワインの歴史を紹介する資料展示を常設。

- 2011年（平成23年）

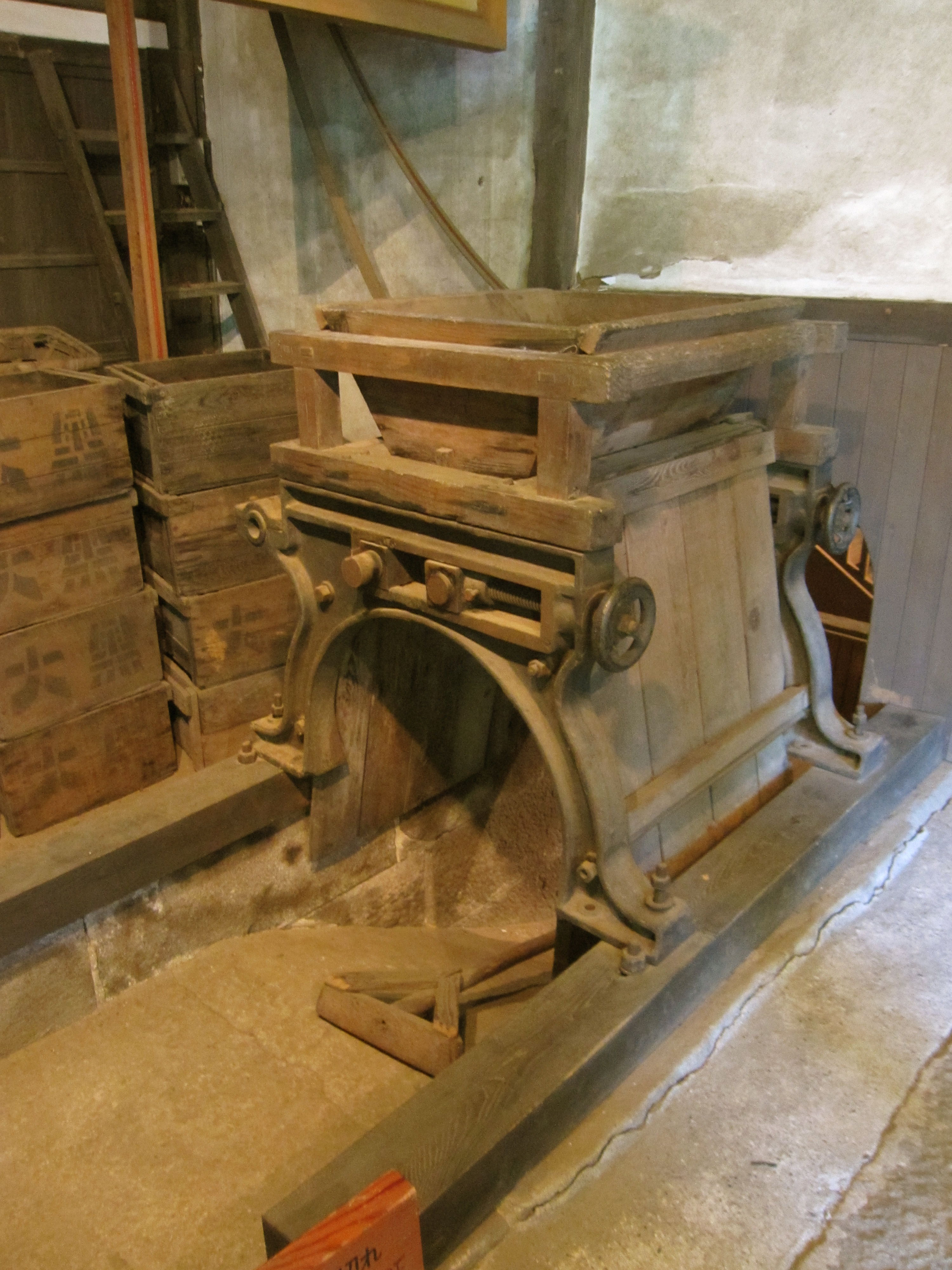
シャトー・メルシャン内部。明治期以降に実際に使われていた醸造器具を展示

  - 4月1日 - 水産飼料事業を東海シープロへ譲渡し同事業から撤退。
  - 7月1日 - 医薬・化学品事業を三井物産へ譲渡。
  - 11月6日 - メルシャン軽井沢美術館閉館。軽井沢蒸留所閉鎖。
- 2012年（平成24年）7月1日 - キリンビールから梅酒・焼酎の販売事業を譲受、5年ぶりに販売を再開（焼酎は「ピュアブルー」や「タルチョ」など、キリンビールで発売した製品も含まれる）。
- 2013年（平成25年）
  - 1月1日 - グループ再編に伴い、親会社がキリンホールディングスからこの日設立された国内綜合飲料事業会社（同社の中間持株会社）であるキリン株式会社に変更。
  - 11月14日 - キリンビバレッジとともに当社のウェブサイトをキリンビール（麒麟麦酒）に統合し、キリンのウェブサイトとして集約。
- 2014年（平成26年）
  - 神奈川県 藤沢市がワインの生産量で日本一になった際、メルシャン藤沢工場も一役買った。
- 2019年（令和元年）7月1日 - キリン株式会社がキリンホールディングスに吸収合併されたため、同社の直接子会社となる。

## 事業所
- 支社
  - 東日本支社（仙台市）
  - 首都圏支社（東京都中央区）
  - 中部圏支社（名古屋市）
  - 近畿圏支社（大阪市）
  - 西日本支社（福岡市）
  - 広域流通支社（東京都中野区）
  - 飲料ブランディング支社（東京都中央区）
- 工場
  - シャトー・メルシャン勝沼ワイナリー
  - シャトー・メルシャン桔梗ヶ原ワイナリー
  - シャトー・メルシャン椀子ワイナリー
  - 藤沢工場[注釈 1]
  - 八代工場（通称：八代不知火蔵）

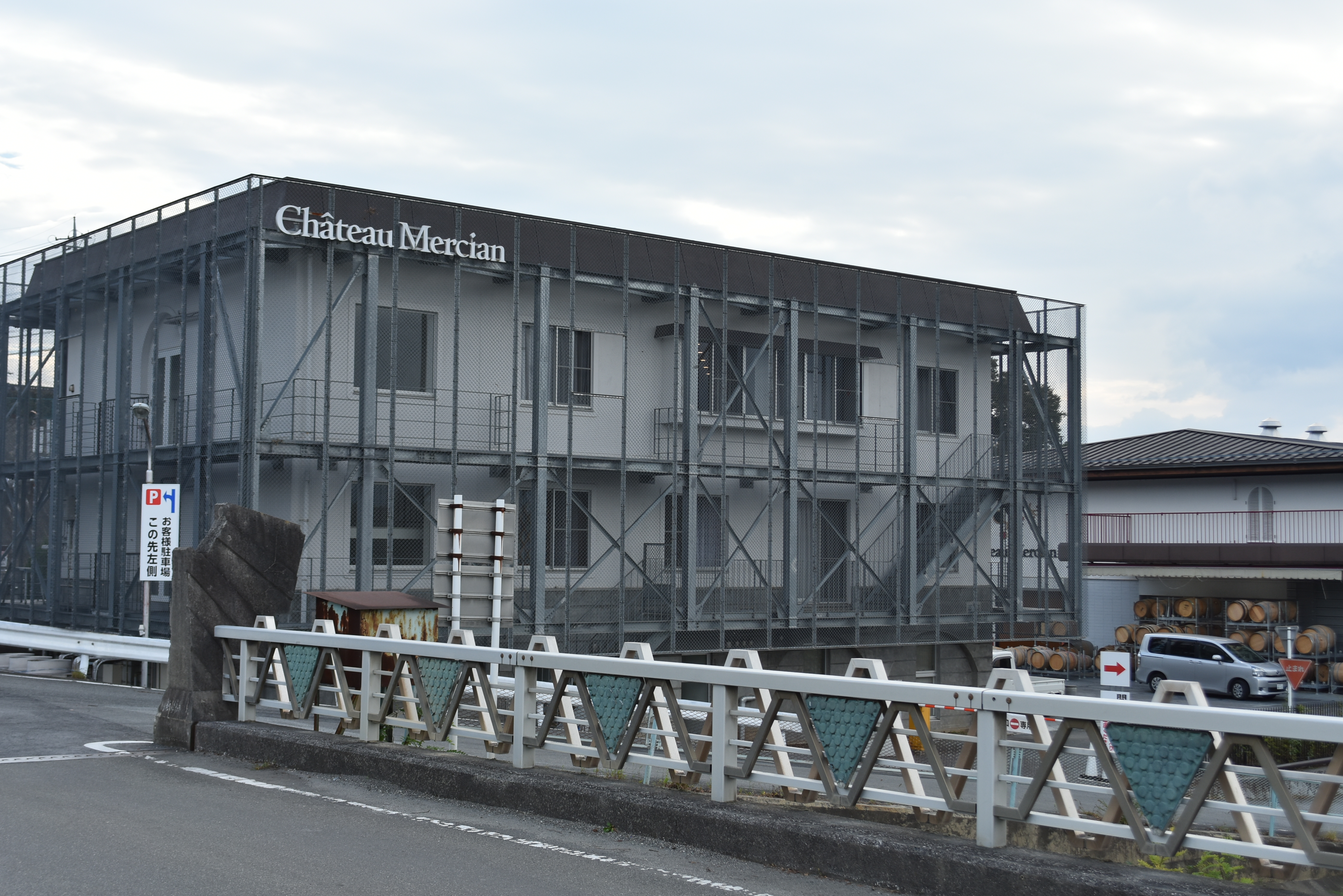
シャトー・メルシャン勝沼ワイナリービジターセンター（2018年10月10日撮影）
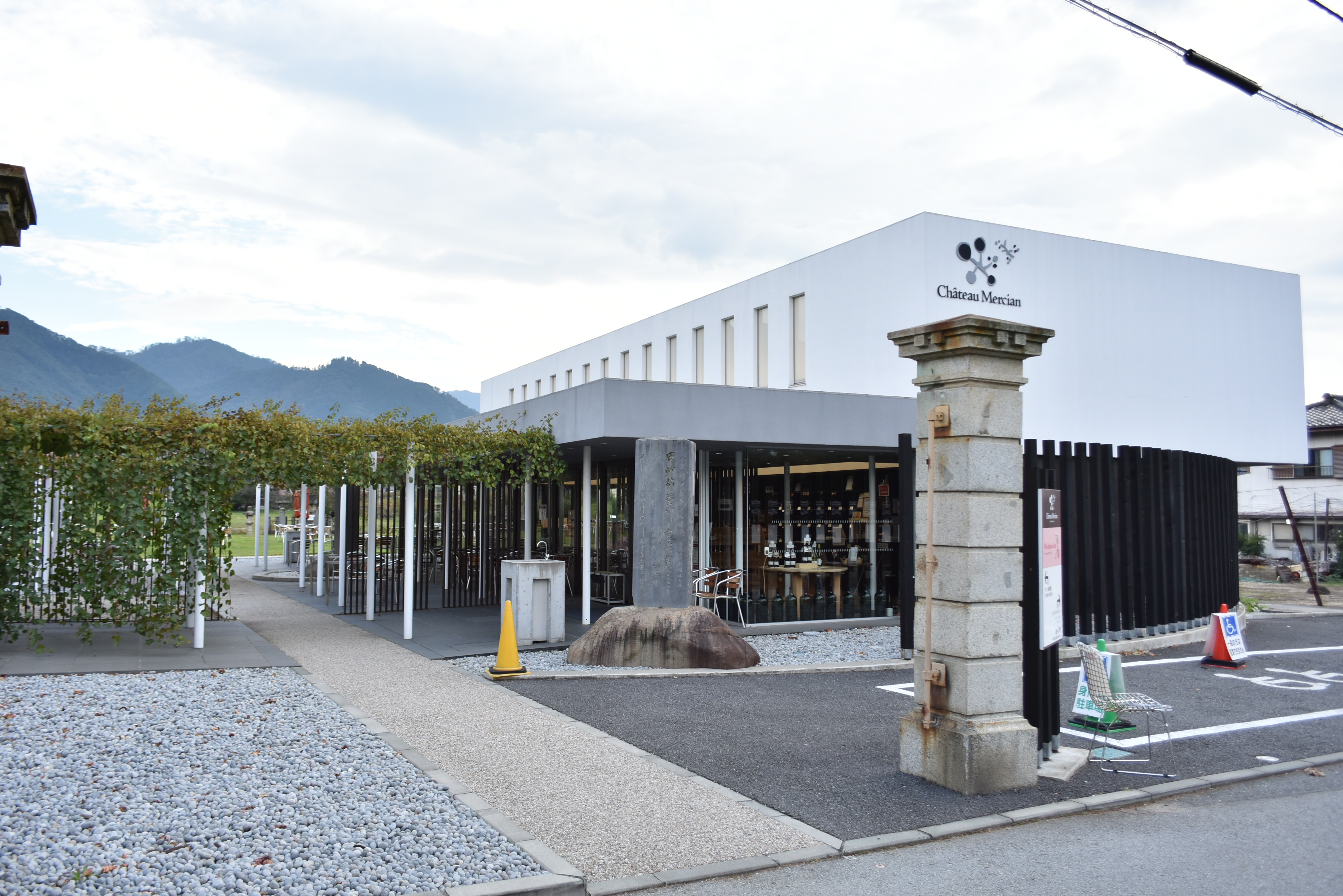
シャトー・メルシャン勝沼ワイナリーワイン資料館（2018年10月10日撮影）
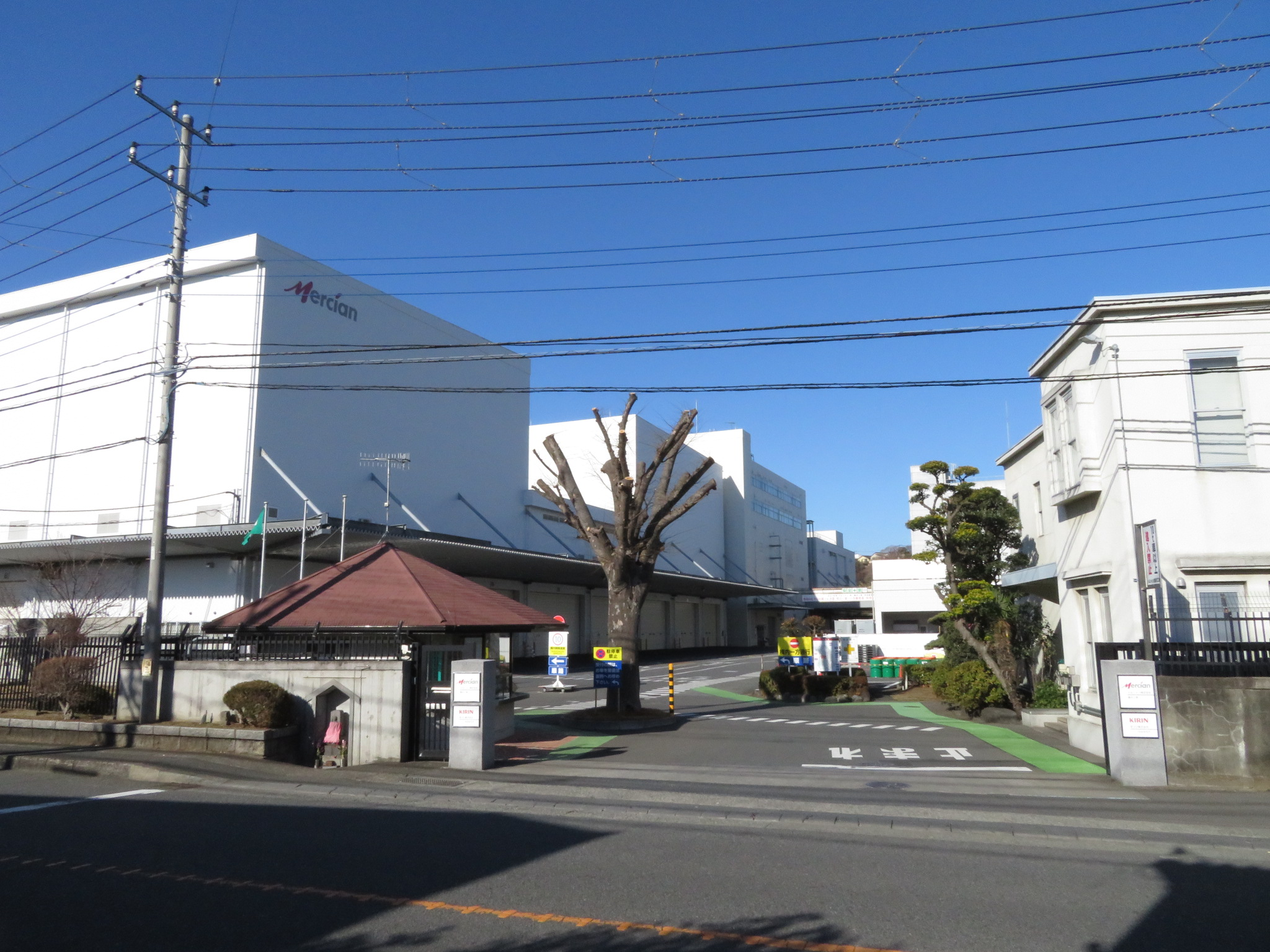
メルシャン藤沢工場（2019年2月2日撮影）

## 商品

### ワイン
- 赤ぐびっ葡萄酒
- エブリィ 赤
- エブリィ 白
- おいしい酸化防止剤無添加赤ワイン
- おいしい酸化防止剤無添加赤ワイン ふくよか赤
- おいしい酸化防止剤無添加赤ワイン ジューシー赤
- おいしい酸化防止剤無添加白ワイン
- 甘熟ぶどうのおいしいワイン 赤
- 甘熟ぶどうのおいしいワイン 白
- ビストロ やわらか赤
- ビストロ すっきり白

### 甲類焼酎
- 三楽焼酎
- 三楽焼酎 ハイ三楽
- ホワイトパック

### 梅酒
- 梅酒パック
- かろやか梅酒

## 受賞歴
「日本ワイナリーアワード（Japan Winery Award）」
- 「第1回 日本ワイナリーアワード 2018」 - 五つ星獲得[8]
- 「第2回 日本ワイナリーアワード 2019」 - 五つ星獲得[9]
- 「第3回 日本ワイナリーアワード 2020」 - 五つ星獲得[10]
- 「第4回 日本ワイナリーアワード 2021」 - 五つ星獲得[11]
- 「第5回 日本ワイナリーアワード 2022」 - 五つ星獲得[12]
- 「第6回 日本ワイナリーアワード 2023」 - 五つ星獲得[13]

「日本ワインコンクール（Japan Wine Competition）」
- 第2回 2004年（平成16年）金賞受賞[15]
  - 欧州系・白「シャトー・メルシャン 北信シャルドネ 2002」
- 第3回 2005年（平成17年）金賞受賞[16]
  - 欧州系・赤「シャトー・メルシャン 長野メルロー アメリカンオークマチュアード 1999」
  - 欧州系・赤「シャトー・メルシャン 桔梗ケ原メルロー 2001」
  - 欧州系・赤「シャトー・メルシャン 長野メルロー 2001」
  - 欧州系・白「シャトー・メルシャン 北信シャルドネ 2004」
- 第5回 2007年（平成19年）金賞受賞[17]
  - 欧州系・赤「シャトー・メルシャン 桔梗ケ原メルロー」
  - 欧州系・赤「シャトー・メルシャン 長野メルロー」
- 第6回 2008年（平成20年）金賞受賞[18]
  - 欧州系・赤「シャトー・メルシャン 桔梗ケ原メルロー 2003」
  - 欧州系・赤「シャトー・メルシャン 桔梗ケ原メルロー 2004」
  - 甲州・辛口「シャトー・メルシャン 勝沼甲州 2007」
- 第7回 2009年（平成21年）金賞受賞[19]
  - 欧州系・赤「シャトー・メルシャン 城の平 カベルネソーヴィニヨン 2005」
  - 欧州系・白、部門最高賞「シャトー・メルシャン 長野シャルドネ 2007」
- 第8回 2010年（平成22年）金賞受賞[20]
  - 欧州系・赤「シャトー・メルシャン 桔梗ケ原メルロー 2006」
  - 甲州・辛口「シャトー・メルシャン 甲州小樽仕込 2009」
- 第9回 2011年（平成23年）金賞受賞[21]
  - 欧州系・白、部門最高賞「シャトー・メルシャン 北信シャルドネ 2010」
  - 欧州系・白「シャトー・メルシャン 長野シャルドネ 2010」
  - 欧州系・白「シャトー・メルシャン マリコヴィンヤード ソーヴィニヨン・ブラン 2010」
  - 国内改良・赤、部門最高賞「シャトー・メルシャン 山梨ベーリーA 2008」
  - 甲州・辛口「シャトー・メルシャン 甲州小樽仕込 2010」
- 第10回 2012年（平成24年）金賞受賞[22]
  - 欧州系・赤、部門最高賞「シャトー・メルシャン メリタージュ・ド・白の平 2009」
  - 欧州系・赤「シャトー・メルシャン マリコヴィンヤード オムニス 2009」
  - 欧州系・白「シャトー・メルシャン 長野シャルドネ アンウッデッド 2011」
  - 欧州系・白「シャトー・メルシャン マリコヴィンヤード ソーヴィニヨン・ブラン 2011」
  - 欧州系・白、部門最高賞「シャトー・メルシャン 北信シャルドネ 2011」
  - 国内改良・赤、部門最高賞「シャトー・メルシャン 山梨ベーリーA 2009」
- 第11回 2013年（平成25年）金賞受賞[23]
  - 欧州系・赤「シャトー・メルシャン 城の平 カベルネソーヴィニヨン」
  - 欧州系・白「シャトー・メルシャン マリコヴィンヤード ソーヴィニヨン・ブラン」
  - 欧州系・白「シャトー・メルシャン 長野シャルドネ アンウッテッド」
- 第12回 2014年（平成26年）金賞受賞[24]
  - 欧州系・赤、部門最高賞「シャトー・メルシャン 桔梗ケ原メルロー 2009」
  - 欧州系・白「シャトー・メルシャン マリコヴィンヤード ソーヴィニヨン・ブラン 2013」
  - 欧州系・白「シャトー・メルシャン 長野シャルドネ 2013」
  - 国内改良・赤「シャトー・メルシャン 穂坂マスカット・ペーリー セレクテッド・ヴィンヤーズ 2012」
  - 甲州・辛口「シャトー・メルシャン 甲州小樽仕込 2012」
- 第13回 2015年（平成27年）金賞受賞[25]
  - 欧州系・赤「シャトー・メルシャン 桔梗ケ原メルロー 2011」
  - 欧州系・赤「シャトー・メルシャン メリタージュ・ド・城の平 2012」
- 第14回 2016年（平成28年）金賞受賞[26]
  - 欧州系・赤、部門最高賞「シャトー・メルシャン 桔梗ケ原メルロー」
  - 欧州系・白、部門最高賞「シャトー・メルシャン 北信シャルドネ 千曲川右岸収穫」
- 第15回 2017年（平成29年）金賞受賞[27]
  - 欧州系・赤「シャトー・メルシャン 桔梗ケ原メルロー 2014」
  - 欧州系・赤「シャトー・メルシャン マリコヴィンヤード シラー 2013」
- 第16回 2018年（平成30年）金賞受賞[28]
  - 欧州系・赤、部門最高賞「シャトー・メルシャン 椀子オムニス 2015」
  - 欧州系・赤「シャトー・メルシャン 桔梗ケ原メルロー 2014」
  - 欧州系・赤「シャトー・メルシャン 城の平 2013」
  - 欧州系・白「シャトー・メルシャン 新鶴シャルドネ 2016」
  - 国内改良・赤「シャトー・メルシャン 穂坂マスカット・ペーリーA 2014」
- 第17回 2019年（令和元年）金賞受賞[29]
  - 欧州系・赤、部門最高賞「シャトー・メルシャン 鴨居寺シラー」
  - 欧州系・赤「シャトー・メルシャン 桔梗ケ原メルロー シグナチャー」
  - 欧州系・赤「シャトー・メルシャン 桔梗ケ原メルロー」
  - 国内改良・赤「シャトー・メルシャン 山梨マスカット・ベーリーA」
  - 甲州「シャトー・メルシャン 岩出甲州きいろ香 キュヴェ・ウエノ」
- 第19回 2023年（令和5年）金賞受賞[30]
  - 欧州系・赤「シャトー・メルシャン 桔梗ケ原メルロー シグナチャー」
  - 欧州系・赤「シャトー・メルシャン 桔梗ケ原メルロー」
  - 欧州系・白「シャトー・メルシャン 北信右岸シャルドネ リヴァリス 2020」

## 提供番組
- 土曜劇場（フジテレビ系列）
- 木曜劇場（フジテレビ系列）[注釈 2]
- 月曜ロードショー（TBS系列）
- 水曜ロードショー（日本テレビ系列）